# Drei Parallelflüsse Yunnans
Die Drei Parallelflüsse (chinesisch 三江并流, Pinyin Sānjiāngbìngliú – „Drei Parallelflüsse“) Yunnans sind ein chinesisches Naturschutzgebiet, ein chinesischer Nationalpark und seit 2003 eine UNESCO-Welterbestätte im gebirgigen Nordwesten der chinesischen Provinz Yunnan. Hier fließen drei der größten asiatischen Flüsse – der Jangtse, der Mekong und der Saluen – nahezu parallel und von hohen Bergketten voneinander getrennt nebeneinanderher.
Der Name des Naturschutzgebietes ist das Drei Parallelflüsse-Naturschutzgebiet in Yunnan (云南三江并流保护区,  Yúnnán Sānjiāngbìngliú bǎohùqū, englisch Three Parallel Rivers of Yunnan Protected Areas) und der Nationalpark wird als Drei-Parallelflüsse-Nationalpark (三江并流风景名胜区,  Sānjiāngbìngliú fēngjǐng míngshèngqū, englisch Scenic Area of the Three Parallel Rivers) bezeichnet.
Im Jahr 2003 wurde das Gebiet von der UNESCO in die Liste des Welterbes aufgenommen. In der Beschreibung des Gebiets merkt die UNESCO an, dass es sich vermutlich um eine der biologisch vielfältigsten Regionen in der gemäßigten Zone handelt und aufgrund seiner Lage an der Kante zweier tektonischer Platten zudem eine ungewöhnliche geologische Vielfalt – von Schluchten und Karstgebieten bis zu gletscherbedeckten Berggipfeln – aufweist. Aufgrund seiner geografischen Lage erstreckt sich das Gebiet über mehrere Klimazonen und mehrere biogeografische Regionen und bildet eine biogeografische Konvergenzzone. Es beherbergt eine Vielzahl teils seltener und endemischer Pflanzen- und Tierarten.

## Topografie

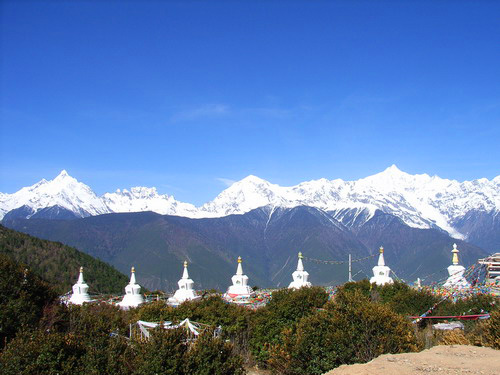
Meili-Schneegebirge

Die Welterbestätte im Nordwesten Yunnans liegt am östlichen Rand des Hochlands von Tibet, das hier einen Bogen nach Süden macht und sich in mehrere steile und vergletscherte Bergketten, das Hengduan-Gebirge, aufgliedert. Über eine Länge von 300 km fließen hier in bis zu 2000 m tiefen Schluchten der Jangtse, der Mekong und der Saluen nahezu parallel in Nord-Süd-Richtung nebeneinanderher. Sie werden durch die Bergketten des Hengduan-Gebirges mit zum Teil über 6000 m hohen Gipfeln voneinander getrennt. Bei diesen handelt es sich um den Gaoligong Shan an der Grenze zu Myanmar, den Nu Shan, der aus dem Meili Xueshan, dem Biluo Shan und dem Laowo Shan besteht, den Baimang-Yunliang Shan und den Laojun Shan sowie im Osten die niedrigeren Ketten Qianhu Shan und Hong Shan.
Südlich des Gebietes laufen die Flüsse weiträumig auseinander, wobei der Saluen bei Moulmein in Myanmar in den Indischen Ozean, der Mekong südlich von Ho-Chi-Minh-Stadt in das Südchinesische Meer und der Jangtse in das Ostchinesische Meer bei Shanghai mündet.
Das Gebiet, dessen Ausdehnung in Nord-Süd-Richtung 310 km und in Ost-West-Richtung 180 km beträgt, grenzt im Westen an Myanmar, im Osten an die Provinz Sichuan und im Norden an Tibet. Von den über 1.698.400 ha Gesamtgröße umfassen die 15 besonders geschützten Kernzonen 939.441,4 ha (55,3 %), die Pufferzonen machen 758.977,8 ha (44,7 %) aus (2010 wurden die Zonen noch einmal erweitert auf nunmehr 960.084 ha Kernzone und 816.413 ha Pufferzone). Die geschützten Gebiete liegen im autonomen Bezirk Dêqên der Tibeter, im autonomen Bezirk Nujiang der Lisu und auf dem Gebiet der bezirksfreien Stadt Lijiang.
Die westlichen Gebirgsketten sind in den hohen Hanglagen von Wolken- und Nebelwald bestanden, der nach Süden hin eine tropische Ausprägung bekommt. Die nördlichen Bergregionen sind kahler und schneebedeckt. Hier findet sich nahe der tibetanischen Grenze der höchste Berg des Gebiets, der Kawagebo in den Meili-Bergen, von dem aus sich der südlichst gelegene Gletscher Chinas, der Mingyongqia, erstreckt. Es gibt 118 Gipfel, die höher sind als 5000 m. Die tiefste Stelle im Gebiet liegt auf 760 m über Seehöhe.

## Teilgebiete

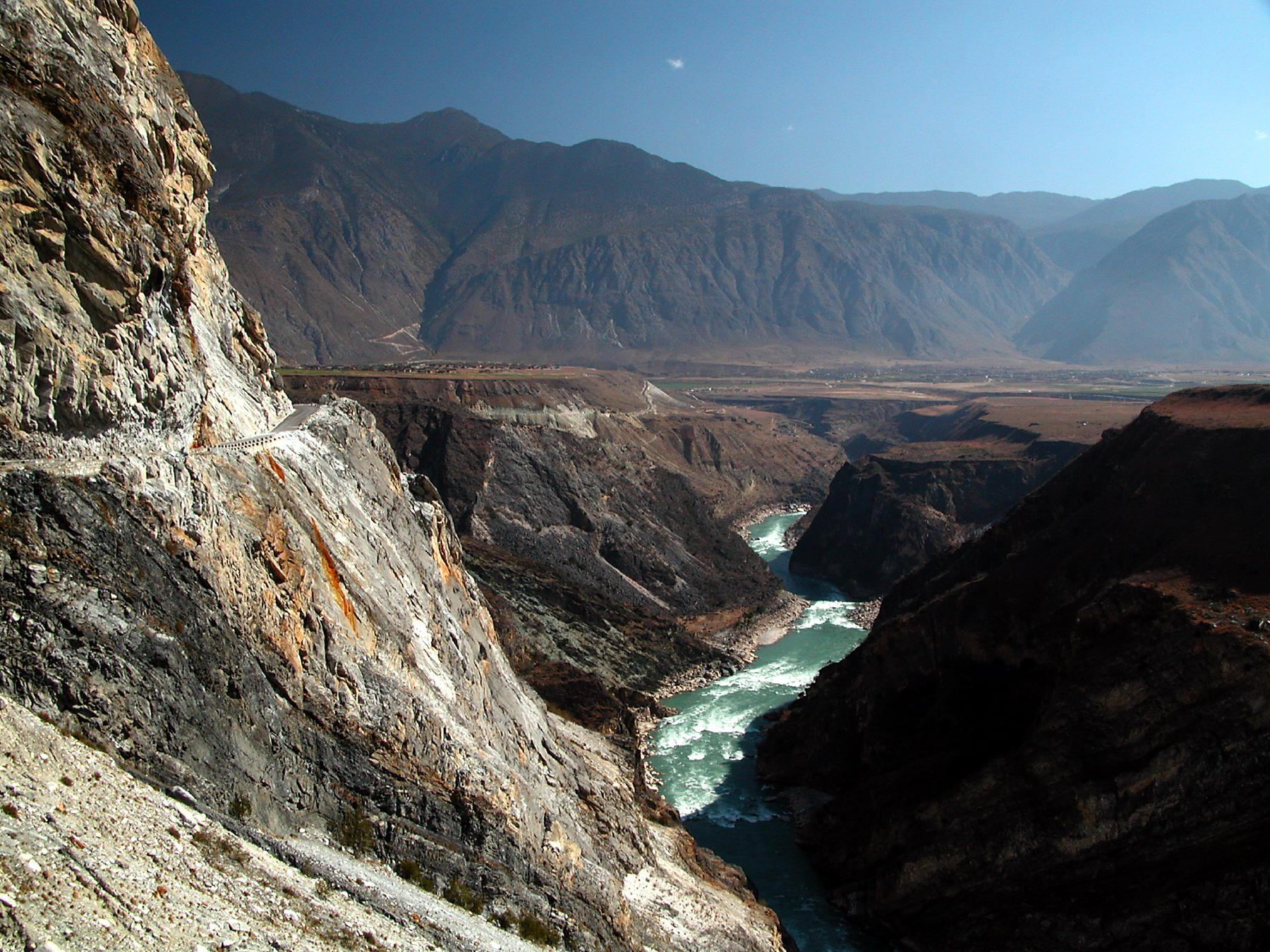
Der Oberlauf des Jangtse kurz hinter der Tigersprung-Schlucht

Das Gebiet umfasst folgende geschützte Gebiete:
- die drei getrennten Bereiche des Naturschutzgebiets Gaoligong-Gebirges 高黎贡山
  - die Landschaft Gongshans
  - das Gebiet des Yueliangshan (des Mondbergs) in Fugong
  - die Region um Pianma 片马镇 in Lushui
- das Naturschutzgebiet Haba Xueshan 哈巴雪山 mit der Tigersprung-Schlucht
- die Landschaft um den See Julong in Dêqên
- das Naturschutzgebiet Bita-See 碧塔海 im Potatso-Nationalpark in Shangri-La
- das Naturschutzgebiet Yunling-Gebirge 云岭
- die Region Hongshan 红山 im Potatso-Nationalpark (Pudacuo) in Shangri-La
- das Naturschutzgebiet Baimang-Schneegebirge 白马雪山
- das Naturschutzgebiet Meili-Schneegebirge 梅里雪山 (Kawa Karpo) mit einer Maximalhöhe von 6.740 Metern
- die Region Laojunshan 老君山 in Lanping
- die Region Qianhushan 千湖山
- das Gebiet des Laowoshan-Gebirges 老窝山 in Fugong

## Unterschutzstellung
Bereits 1983 wurden im Gaolingong-Gebirge und im Baimang-Schneegebirge Nationalparks eingerichtet. Im Jahr darauf folgten weitere Ausweisungen von Naturschutzgebieten auf provinzieller Ebene am Bita- und am Napa-See, im Haba Xueshan und im Yunling Shan. Zum besonderen Schutz der Schwarzen Stumpfnase, einer endemischen Affenart, wurden die Reservate Baimang und Haba eingerichtet. 1986 folgte das Reservat im Laojun Shan. Im Jahr 2000 wurde dann ein Plan zur Unterschutzstellung des Gebiets an die Zentralregierung weitergeleitet und das Gebiet als UNESCO-Biosphärenreservat nominiert. 2003 erfolgte die Eintragung als Welterbestätte aufgrund der vier Kriterien besonderer landschaftlicher Schönheit (vii), besonderer erdgeschichtlicher Bedeutung (viii), besonderer ökologischer und evolutionsgeschichtlicher Bedeutung (ix) und einer besonders ausgeprägten Biodiversität (x).

## Geologie
Die Welterbestätte liegt in einem orogenetischen Gürtel, der unter dem Einfluss bedeutender plattentektonischer Aktivität stand und steht. Die Indische Platte schiebt sich hier unter die Eurasische Platte bzw. Tibetanische Platte, was in der Vergangenheit zur Hebung des Qinghai-Tibet-Plateaus und des Hengduan-Gebirges führte. Bereits existierende Flüsse schnitten sich tief in das Terrain ein, wodurch sich das heutige, extreme Bodenrelief bildete. Die Gesteinstypen, die man hier findet, stammen zum großen Teil aus dem Erdmittelalter und lassen den Schluss zu, dass die Gebirge dieser Region einst zur ozeanischen Kruste des Tethysmeeres gehörten und später durch die Plattenkollision emporgehoben und stark deformiert wurden. Heute ist dies im Gebiet an komplexen Mustern gefalteter Sedimentschichten und zahlreichen weiteren ungewöhnlichen geologischen Formationen ablesbar.
Besonders die östliche Bergregion des Gebiets zeigt deutlich Spuren glazialer Entwicklungen. Neben zahlreichen Bächen und Wasserfällen finden sich hier 424 Gletscherseen, Moränen und andere glaziale Formationen. Weiterhin gibt es eine Reihe von alpinen Karstlandschaften mit umfangreichen Höhlensystemen und Kalktuff-Formationen. Beispiele dafür sind die Stone Moon Cave im Kreis Fugong und das Walaya-Höhlensystem in Lushui, die Baishuitai-Terrassen in Zhongdian, Binzhongluo in Gongshan, Wongshui und Gezan in Zhongdian sowie Shigu-Shitou in Lijiang.
Bemerkenswerte Beispiele für bedeutende, aus dem Quartär stammende Gletscher in der Region sind der Mingyongqia, der Siqia und der Haba. Ferner gibt es große, erosionsgeformte Granitvorkommen und erodierte Monolithen aus Rotsandstein, ähnlich jenen im Danxia Shan. Ein solches Gebiet findet sich in Lijiang Liming.

## Klima
Vor allem im Südwesten ist das Klima des Gebiets vom Monsun beeinflusst, der sich am Rande des Hochlands von Tibet fängt und dort für eine permanente Schneedecke der Gipfel über 5000 m sorgt. Kühle Luftmassen aus dem Hochland von Tibet schaffen im Norden ein feucht-kühles Klima. In der Mitte herrscht durch Föhnwinde aus dem Westen ein warmfeuchtes, subtropisches Klima. Die durchschnittliche, jährliche Niederschlagsmenge liegt zwischen 4600 mm im Gebiet des Dulong Jiang westlich von Gongshan und 300 mm in den oberen Tälern des Jangtse. Über 2400 m herrscht dauerhaft Nebel.

## Flora und Fauna
Das Gebiet beheimatet etwa 6000 Pflanzenarten, darunter zahlreiche Endemiten, lokale Formen und bedrohte Arten. Es gibt hier über 200 Rhododendronarten, von denen 37 hier entdeckt wurden, über 100 Arten von Enzianen und Primeln sowie zahlreiche Lilien und Orchideen. Unter den endemischen Arten sind Ginkgo und Taschentuchbaum, vier Arten der Gattung Meconopsis und zwei Cycas-Arten. Erwähnenswert sind auch Reliktarten wie die Taiwanie, die Yunnan-Eibe (Taxus yunannensis), die Magnolie Magnolia rostrata, der Korbblütler Nouelia insignis und Kingdonia uniflora.
Große Teile des Gebietes sind von Wäldern bedeckt. Darunter finden sich Monsunwald in den unteren Abschnitten von Dulong Jiang und Saluen und halbfeuchte tropische Wälder an denen von Mekong und Jangtse. Montane Berghänge und heiße, trockene Täler sind teils mit Hartlaubwäldern bestanden, die meist von Eichenarten dominiert werden. An Mekong und Jangtse findet man diese Waldform im mittleren Flussabschnitt. Sommergrüne Laubwälder, meist aus Eichen oder Erlen, treten in Lagen zwischen 3000 und 3500 m auf. Daneben gibt es verschiedene Typen tropischer und gemäßigter Nadelwälder. In Lagen zwischen 2800 und 3300 m sind dies warm- bis kühlgemäßigter Nadelwald und zwischen 3300 und 4100 m kaltgemäßigte Tannenwälder.
An den unteren Abschnitten von Mekong und Jangtse finden sich in warmen Flusstälern zudem stellenweise Trockensavanne, in den oberen Bereichen der beiden Flüsse ein wüstenhafter Vegetationstyp aus Mikrophyll-Sträuchern. Weitere Vegetationstypen im Gebiet sind kaltgemäßigte Strauchvegetation, subalpine und alpine Wiesen, strauchbewachsene, alpine Blockhalden sowie Wasserpflanzengesellschaften an alpinen Seen.
Von den 173 vorkommenden Säugetierarten sind 81 Endemiten. Bei den Affenarten gehört hierzu die Schwarze Stumpfnase, zudem leben hier der Weißbrauengibbon, der Kappenlangur und der Bärenmakak. Zu den hier beheimateten Raubtieren zählen Leopard und Nebelparder, Kragenbär und Kleiner Panda, der Rothund sowie der Indische Fischotter. Bei den Paarhufern sind der Gongshan-Muntjak, das Schwarze Moschustier und der Takin hervorzuheben. Zwei hier endemische Säugerarten sind der Pfeifhase Ochotona gaoligongensis und der Spitzmausmaulwurf Uropsilus soricipes.
Unter den 417 Vogelarten finden sich 22 endemische Arten. Zu den hier beheimateten Seltenheiten zählen das Braunkehl-Keilschwanzhuhn, der Diamantfasan, der Weißflügel-Ohrfasan, der Perlenhäherling, der Yunnankleiber und der Riesenkleiber. Ferner brüten hier Schwarzhalskranich, Moorente, Schwarzbrust-Haselhuhn, Rosenschwanztrogon und Braunflügel-Papageimeise.

## Bevölkerung
Die Bevölkerungszusammensetzung des Gebietes umfasst zahlreiche der 25 Minderheitengruppen in der Provinz Yunnan – unter anderem die Derung, die kleinste ethnische Gruppe Yunnans. Weiterhin leben hier Tibeter, Nu, Lisu, Bai, Primi und Naxi. Viele dieser Völker kleiden sich noch in traditionelle Trachten.